# Scopus
Scopus là một cơ sở dữ liệu thư mục chứa bản tóm tắt và trích dẫn các bài báo khoa học. Scopus có chứa hơn 82 triệu đầu mục từ hơn 11.000 nhà xuất bản, trong đó hơn 34.000 là tạp chí chuyên ngành phản biện mở hàng đầu trong các lĩnh vực khoa học đời sống, khoa học xã hội, khoa học vật lý và khoa học sức khỏe (bao gồm cả nghệ thuật và nhân văn).
Scopus thuộc sở hữu của Elsevier từ năm 2004 và dành cho thuê bao trực tuyến, có trả phí. Tìm kiếm trong Scopus được kết hợp tìm kiếm cơ sở dữ liệu bằng sáng chế.

## Khái quát
Tương tự như các cơ sở dữ liệu chỉ mục cho tài liệu khoa học khác, Scopus cho phép các nhà khoa học, nghiên cứu viên và nhưng người quan tâm tìm kiếm, tiếp cận đến các nghiên cứu khoa học trong cơ sở dữ liệu của mình. Nó bao gồm ba loại nguồn: loạt sách, tạp chí mở và tạp chí thương mại. Tất cả các tạp chí có trong cơ sở dữ liệu Scopus được đánh giá đủ chất lượng hàng năm theo bốn loại thước đo chất lượng cho mỗi tên sách; đó là h-Index, CiteScore, SJR (Xếp hạng tạp chí SCImago) và SNIP (Tác động chuẩn hóa nguồn trên mỗi bài viết). Các tìm kiếm trong Scopus cũng kết hợp các tìm kiếm cơ sở dữ liệu bằng sáng chế.
So sánh mức độ dễ sử dụng và mức độ phù hợp của Scopus và cơ sở dữ liệu tương tự khác là Web of Science (WOS), một nghiên cứu năm 2006 kết luận rằng "Scopus dễ điều hướng, ngay cả đối với người dùng mới làm quen ... Khả năng tìm kiếm cả về phía trước và phía sau từ một trích dẫn cụ thể sẽ rất hữu ích cho nhà nghiên cứu. Khía cạnh đa ngành cho phép nhà nghiên cứu dễ dàng tìm kiếm bên ngoài ngành của mình "và" Một lợi thế của WOS so với Scopus là độ sâu bao phủ, với cơ sở dữ liệu WOS đầy đủ có từ năm 1945 và Scopus sẽ quay trở lại Năm 1966. Tuy nhiên, Scopus và WOS bổ sung cho nhau vì không tài nguyên nào là toàn diện."
Scopus cũng cung cấp hồ sơ tác giả bao gồm thông tin về cơ quan, số lượng xuất bản và dữ liệu hồ sơ nghiên cứu khoa học của họ. Cơ sở dữ liệu cũng chưa cả tài liệu tham khảo và chi tiết về số lượng trích dẫn mà mỗi tài liệu xuất bản đã nhận được được cập nhật theo thời gian. Nó có các tính năng cảnh báo cho phép người dùng đã đăng ký theo dõi các thay đổi đối với hồ sơ và cơ sở để tính chỉ số h-index của tác giả. Vào năm 2016, một trang web miễn phí, Scopus CiteScore, đã được giới thiệu, cung cấp dữ liệu trích dẫn cho tất cả hơn 25.000 đầu sách đang hoạt động như tạp chí, kỷ yếu hội nghị và sách trong Scopus và cung cấp một giải pháp thay thế cho yếu tố tác động.
Năm 2018, Scopus bắt đầu nhúng một phần thông tin về trạng thái truy cập mở của các tác phẩm, sử dụng dữ liệu không phải trả phí (Unpaywall).

## Scopus ID
Giống như các CSDL chỉ mục khác, đối tượng được quan tâm ở đây là tác giả sẽ được Scopus tự động tạo cho một mã Scopus ID. Tác giả có thể biết hay không biết, nhưng ID đó vẫn tồn tại và sử dụng để định danh một tác giả. Tác giả có thể nhận biết và sử dụng ID này để cập nhật thông tin hồ sơ khoa học của mình:
- Kết nối hoặc khai báo trong các hồ sơ, liên kết với mã định danh kỹ thuật số của ORCID.
- Quản lý và gom toàn bộ các bài công bố về một Scopus ID
- Cập nhật thông tin cá nhân (khi thay đổi cơ quan), số trích dẫn, v.v..
- Thống kê và theo dõi các chỉ số (h-Index), đồ thị...